# Europanto
L'Europanto è una lingua artificiale creata nel 1996 da Diego Marani, un traduttore del Consiglio dei ministri Europeo di Bruxelles. Il suo stesso creatore l'ha definita uno scherzo linguistico, dotato di un vocabolario che è un ibrido di termini presi da molte lingue europee, soprattutto inglese, francese, italiano, tedesco, spagnolo e olandese. Marani creò l'Europanto in risposta alla percepita predominanza dell'inglese: si tratta di un'emulazione dell'effetto per cui le persone che stanno imparando una nuova lingua, tipicamente tendono ad aggiungere parole e frasi della loro lingua madre per esprimere più chiaramente ciò che intendono.
L'Europanto si basa appunto sul principio che alcune parole di alcune lingue sono internazionalmente conosciute. Ad esempio l'italiano "spaghetti", il tedesco "kaputt", ecc. Quindi l'osservazione che ne deriva è che, in pratica, quando due persone cercano di comunicare senza conoscere una lingua comune, tendono ad utilizzare parole di uso internazionale. Il progetto Europanto si propone di elevare questi presupposti a vero e proprio linguaggio di comunicazione.
L'Europanto possiede quindi una grammatica molto simile all'inglese, con parole prese a prestito da diverse lingue e adattate per essere comprese facilmente. Viene talvolta considerato una parodia delle lingue ausiliarie internazionali.
Il nome Europanto è un acronimo di "europeo" e del termine greco "πάντ-" (panto = "tutto"), e ricorda la parola esperanto.
Marani ha scritto alcuni articoli su questa lingua ed ha pubblicato una serie di racconti umoristici (i casi dell'ispettore Cabillot) scritti in Europanto.
Il codice ISO 639-3 "eur", attributo all'europanto, è stato ritirato nel gennaio 2009 con la motivazione di lingua inesistente.